# NCT 127
NCT 127 (korejsky: 엔시티 127) je druhá podskupina jihokorejské chlapecké skupiny NCT, která patří pod SM Entertainment. Debutovali 7. července 2016 se sedmi členy (Taeyong, Taeil, Haechan, Yuta, Jaehyun, Winwin a Mark), později v prosinci téhož roku se k nim přidali další členové Johnny a Doyoung, v září 2018 se přidal Jungwoo. Jméno „NCT“ pochází z originálního jména skupiny, v angličtině „Neo Culture Technology“ což vyjadřuje nekonečný počet členů skupiny. „127“ jsou čísla souřadnic Soulu, města, kde hudební skupina byla založena a kde působí. 127 může také naznačovat příchod členů do skupiny (zprvu 7, potom 2 a nakonec 1). Jejich styl je zaměřen na Hip Hop, EDM a Trap.
NCT 127 mají prozatím 7 alb (NCT #127, NCT #127: Limitless, Cherry Bomb, NCT #127 Regular-Irregular, Awaken, We Are Superhuman a NCT #127 Neo Zone).

## 2013–2016: Pre-debut a debut
Všech 10 členů skupiny NCT 127 bylo členy pre-debutové skupiny SM Rookies, která byla představena v roce 2013 pod společností SM Entertainment. Členové pochází z Koreje, Číny a Japonska.
Skupina debutovala v sedmičlenné sestavě (Taejong, Taeil, Haechan, Yuta, Jaehyun, Winwin a Mark) 6. července 2016 s písní Fire Truck, což je titulní skladba jejich úplně prvního alba NCT#127. Skladba i album byli komerčním úspěchem. Debutoval na druhém místě na Gaon Album Chart, kralovali žebříčku do třetího týdne od jeho vydání a dosáhl druhého místa na Billboard World Albums Chart.
Také se podíleli na projektu SM Entertainment STATION. Ve spolupráci s Coca Colou nazpívali korejskou verzi jejich propagační písně Taste The Feeling.
V kategorii Best New Male Artist získali několik cen, hlavně na Asia Artist Awards, Seoul Music Awards, Golden Disc Awards, Mnet Asian Music Awards a Gaon Chart Music Awards.

## 2017: Noví členové, Limitless, Cherry Bomb a japonský debut
6. ledna 2017 uskutečnila skupina comeback a vydali své druhé mini album s názvem NCT #127: Limitless s titulní skladbou Limitless. Ke skupině se také v tomto comebacku připojili i další dva členové: Doyoung a Johnny a skupina se tak stala devítičlennou. Album i píseň byli opět komerčním úspěchem. Opět se umístil na druhém místě na Gaon Album Chart a umístil se na vrcholku Billboard World Album Chart. Titulní single získal spoustu pozitivních ohlasů od posluchačů a byl Dazed Digital nazvaný jako jeden z nejlepších dvaceti K-pop písní v roce 2017 a fanoušky oblíbený.
14. června vydali další mini albums názvem Cherry Bomb a titulní skladbou byla píseň Cherry Bomb. Singl Cherry Bomb zaznamenal průlomový komerční úspěch. Byla to jejich první píseň, která se na Gaon Digital Chart umístila na 47. místě a také získali svoji první hudební cenu od debutu na M Countdown 22. června 2017. Billboard a Idolator skladbu označili za jednu z nejlepších K-pop písní v roce 2017.
4. listopadu uskutečnili svůj japonský debut s písní Limitless, jejíž korejskou verzi vydali v lednu v mini albu NCT #127 Limitless.
Po podepsání smlouvy s Avex Trax oznámila společnost SM Entertainment, že skupina bude mít na jaře první oficiální japonský debut.

## 2018: NCT 2018, první japonské album Chain, nový člen, Regular-Irregular
V polovině ledna 2018 bylo oznámeno, že všichni členové ze všech podskupin NCT budou součástí NCT 2018 a vydají společné album NCT 2018 Empathy. Členové NCT 127 vydali v tomto albu píseň Touch, která vyšla 14. března. V rámci NCT 2018 vyšla 18. dubna skladba Black on Black.
8. května vyšlo jejich první japonské album s názvem Chain a stejnojmennou titulní skladbou. Celé album vyšlo 23. května.
18. září bylo oznámeno, že se ke skupině připojí již desátý člen, který s NCT debutoval v rámci propagací NCT 2018 Empathy, Jungwoo.
1. října byli jmenováni Apple Music Up Next jako Artist of the October, byli to první K-pop umělci, kteří byli v této sérii vybráni.
12. října skupina vydala své první studiové album s názvem Regular-Irregular s titulní skladbou Regular. Píseň Regular se v albu nachází i v anglické verzi, jejíž videoklip vyšel 9. října.
V listopadu se skupina vrátila na scénu s re-package albem Regulate. Nová titulní skladba dostala název Simon Says. Propagací se neúčastnil Winwin, jelikož se připravoval na debut nové podskupiny NCT WayV.

## 2019: první světové turné, Awaken a We Are Superhuman[1]
V lednu bylo oznámeno, že skupina bude mít světové turné, které se bude jmenovat Neo City – The Origin se zastávkami v Jižní Koreji, Japonsku, Severní a Jižní Americe, Evropě a jihovýchodní Asii.
22. února byla zveřejněná jedna ze čtyř písní pro tribute projekt Michaela Jacksona s názvem Let's Shut Up & Dance na které spolupracovali Lay ze skupiny EXO, skupina NCT 127 a Jason Derulo. Projekt je věnovaný zesnulému zpěvákovi jako pocta za jeho přínos do světa hudby.
18. března vydali japonské studiové album s názvem Awaken s titulní skladbou Wakey-Wakey. Winwin se už na tomto albu nepodílel, věnoval se propagacím s podskupinou WayV.
V květnu se vrátili s novým čtvrtým mini albem s názvem NCT #127 We Are Superhuman. Titulní skladbou se stala píseň Superhuman. Před jejím vydáním vydali MV k b-side skladbě Highway To Heaven, kterou později představili i v anglické verzi s videoklipem.
Spolupracovali s americkou zpěvačkou Avou Max, se kterou vydali novou verzi jejího hitu So Am I, ve které můžeme slyšet hlasy Taeyonga, Marka a Jaehyuna.

## 2020: NCT #127 Neo Zone, NCT #127 Neo Zone: The Final Round
Na scénu se vrátili v březnu 2020 se studiovým albem NCT #127 Neo Zone s titulní skladbou Kick It. V květnu vyšla repackaged verze NCT #127 Neo Zone: The Final Round s titulní skladbou Punch. Album bylo doplněno o tři skladby: Nonstop, Prelude a Make Your Day.
V dubnu byli vybráni jako ambasadoři korejské kosmetické společnosti Nature Republic.
Na červen 2020 bylo naplánované jejich druhé turné Neo Zone – The Awards po Severní Americe, které ale bylo zrušeno kvůli pandemii covidu-19 a přeloženo na dobu neurčitou.